# Sévigny-Waleppe
Sévigny-Waleppe är en kommun i departementet Ardennes i regionen Grand Est (tidigare regionen Champagne-Ardenne) i nordöstra Frankrike. Kommunen ligger  i kantonen Château-Porcien som ligger i arrondissementet Rethel. År 2022 hade Sévigny-Waleppe 222 invånare.

## Befolkningsutveckling
Antalet invånare i kommunen Sévigny-Waleppe
Referens: INSEE

## Galleri

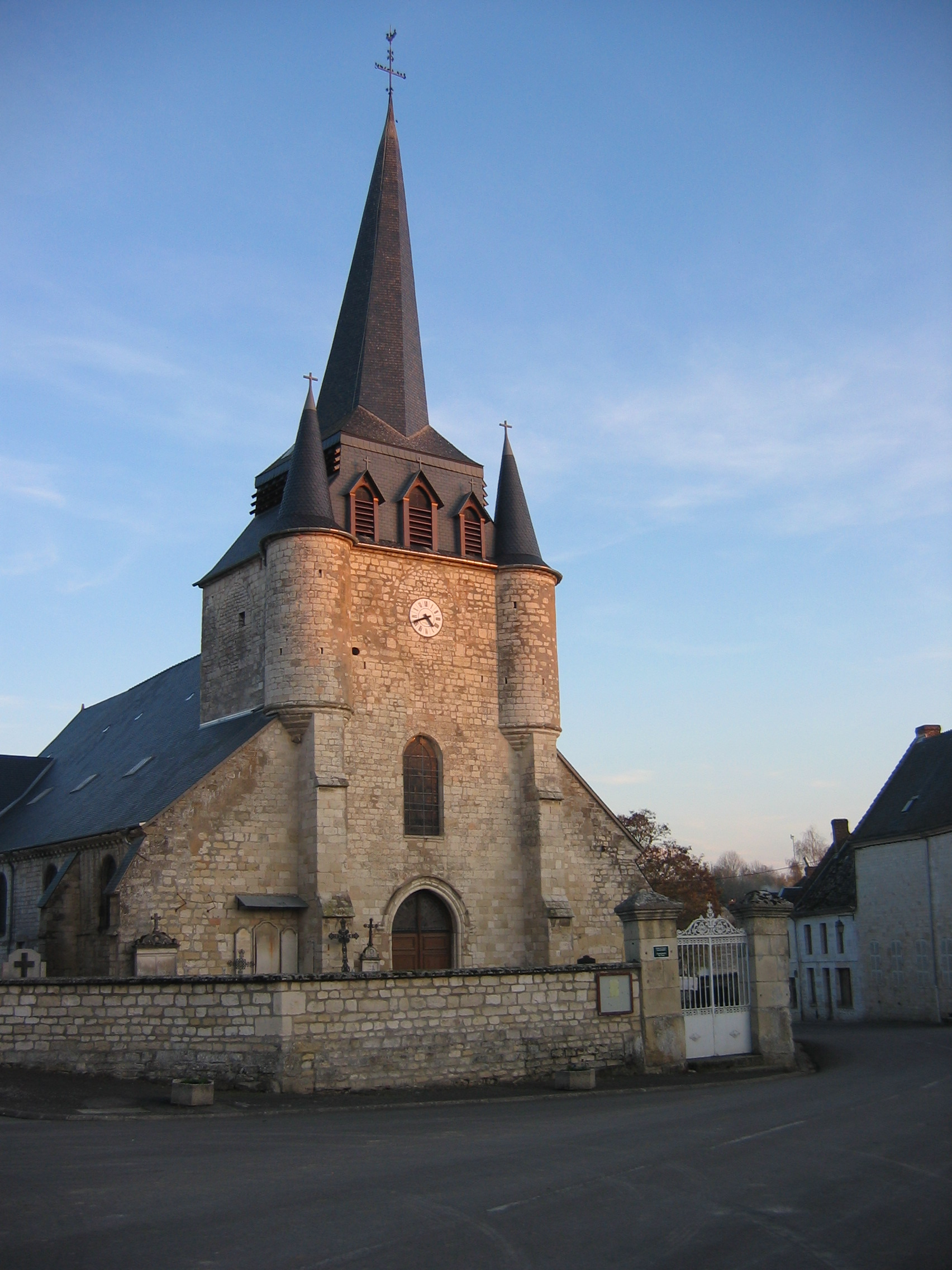